# Run Free
Run Free è un singolo del gruppo musicale britannico Asking Alexandria, pubblicato il 13 agosto 2012 come unico estratto dal secondo EP Under the Influence: A Tribute to the Legends of Hard Rock.

## Descrizione
Traccia conclusiva dell'EP, Run Free rappresenta l'unico brano inedito presente nel disco, in quanto quest'ultimo contiene brani originariamente composti da altri artisti.
Inizialmente reso disponibile per il download gratuito nel mese di agosto 2012, il singolo è stato reso disponibile per l'acquisto a partire dal 4 dicembre dello stesso anno. Nel 2013 è stato incluso anche nella lista tracce del terzo album in studio From Death to Destiny.

## Tracce
Testi di Danny Worsnop e Ben Bruce, musiche di Ben Bruce e James Cassells.
1. Run Free – 4:13

## Formazione
Gruppo
- Danny Worsnop – voce
- Ben Bruce – chitarra solista, voce
- Cameron Liddell – chitarra
- Sam Bettley – basso
- James Cassells – batteria

Altri musicisti
- Joey Sturgis – programmazione, sound design elettronico

Produzione
- Ash Avildsen – produzione esecutiva
- Joey Sturgis – produzione, ingegneria del suono, produzione ed ingegneria vocale
- David Bendeth – missaggio
- Michael "Mitch" Milan – montaggio digitale
- Ted Jensen – mastering
- Nick Sampson – produzione ed ingegneria vocale, montaggio vocale
- Allan Hessler – ingegneria vocale aggiuntiva
- Bryan Pino – tracciamento vocale aggiuntivo
- Joe Graves – tracciamento vocale aggiuntivo